# 朱宗涵
朱宗涵（1941年10月—），江苏省苏州市甪直镇人，中华人民共和国教育家、医学家。

## 生平
早年就读于甪直甫里小学、鲁望中学（今甪直中学）和苏州高级中学。1964年，毕业于南京医学院医疗系，之后在中国医学科学院儿科研究所任住院医师。1978至1981年，就读中国协和医科大学研究生，并获硕士学位。1982年，在江西省人民医院儿科任主治医师，科主任，之后担任首都儿科研究所副所长，所长。1983年，赴英国国立医学研究中心和纽卡斯尔大学进修。1987年，在美国哈佛大学医学院进修，任副研究员。1992年至1993年，担任北京市卫生局副局长。1993年5月6日，北京市第十届人民代表大会常务委员会第二次会议通过任命，朱宗涵出任北京市卫生局局长。2003年SARS事件爆发，他出任政府SARS防控顾问组组长、北京-WHOSARS防控谈判首席代表。之后担任中国医师协会副会长。

## 著作
主编过《儿童早期发展总论》、《儿童伤害预防与急救》、《小儿内科学》、《生物信息学》等多部学术专著。

## 获奖经历
2003年获CDC Nakano奖